# Brycea jenna
Brycea jenna är en fjärilsart som beskrevs av Jean Baptiste Boisduval 1869. Brycea jenna ingår i släktet Brycea och familjen björnspinnare. Inga underarter finns listade i Catalogue of Life.